# Bennett (Iowa)
Bennett è un comune degli Stati Uniti d'America, situato nello Stato dell'Iowa, nella contea di Cedar.